# Hannah Davis (canoë-kayak)
Pour les articles homonymes, voir Hannah Davis et Davis.
Hannah Davis est une kayakiste australienne pratiquant la course en ligne née le 11 août 1985 à Adélaïde en Australie.

## Carrière
Elle est médaillée de bronze en K-4 500 mètres et sixième de la finale de K-2 500 mètres aux Jeux olympiques de 2008 à Pékin. Aux Championnats du monde de course en ligne de canoë-kayak de 2011, elle remporte la médaille de bronze en K-2 200 mètres. Elle termine également neuvième du K-4 500 mètres aux Jeux olympiques de 2012 à Londres.